# Berosus (cráter)
Berosus es un cráter de impacto lunar que se encuentra en la zona noreste de la Luna, con el cráter Hahn a menos de un diámetro al noroeste. Más hacia el este-noreste se sitúa el gran cráter Gauss, y al norte-noroeste se encuentra Bernoulli. Debido a su ubicación, este cráter aparece en escorzo visto desde la Tierra.

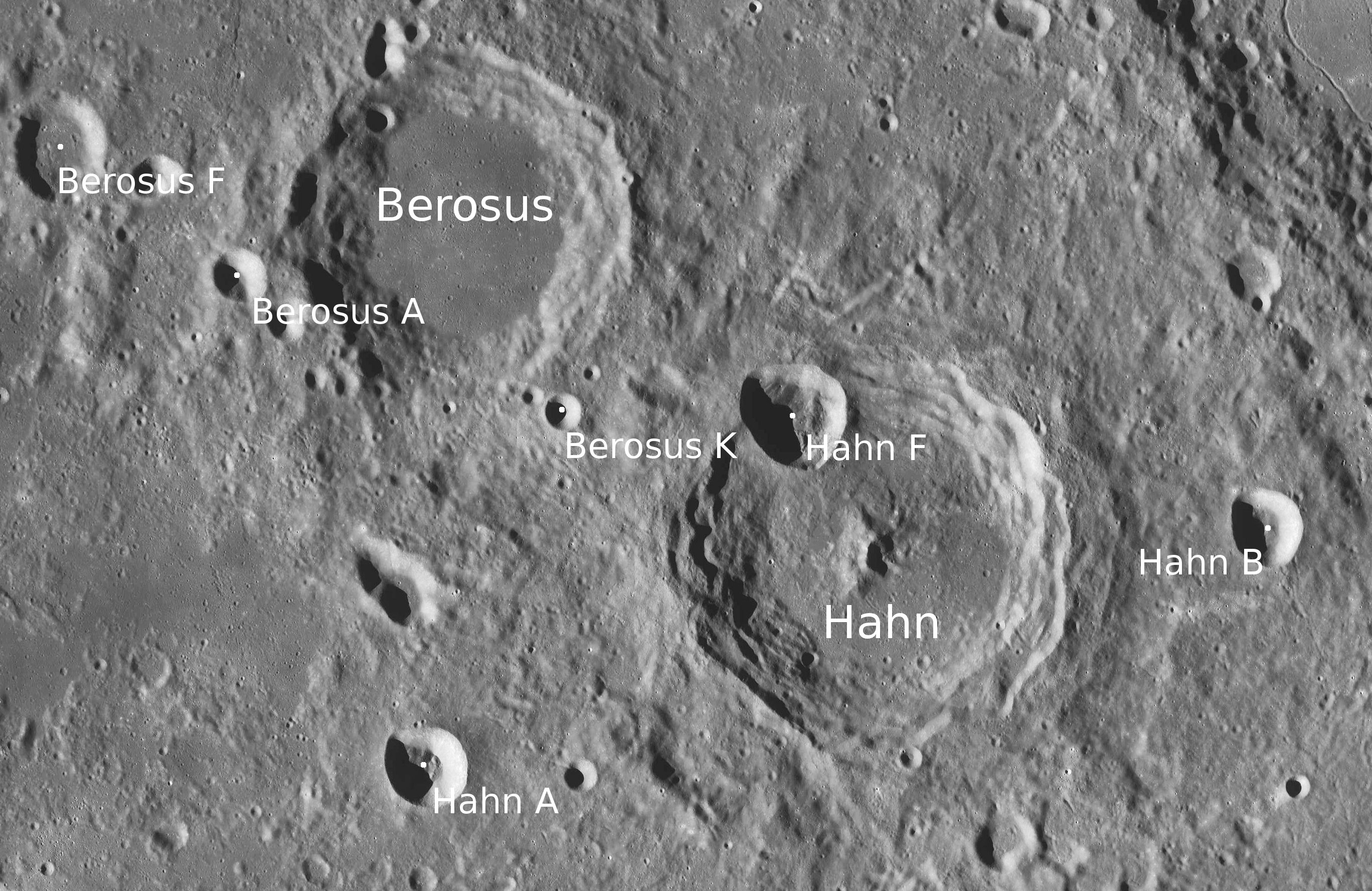
Fotografía de la misión Lunar Reconnaissance Orbiter

El borde de este cráter es más o menos circular, pero con algo de angulosidad a lo largo del lado oriental. Su extremo sur ha sido fuertemente erosionado, y aparecen algunos cráteres pequeños a lo largo del borde norte. Las paredes interiores tienen algún aterrazamiento a lo largo de los lados este y noroeste. El fondo de Berosus ha sido inundado por lava que lo ha nivelado y lo ha dejado casi sin rasgos distintivos.

## Cráteres satélite

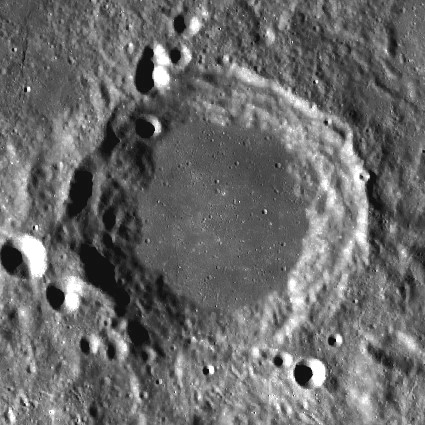
Fotografía de la misión Lunar Reconnaissance Orbiter

Por convención estos elementos son identificados en los mapas lunares poniendo la letra en el lado del punto medio del cráter que está más cerca de Berosus .
|         | \| Berosus \| Coordenadas \| Diámetro \| \| ------- \| ---------------------------- \| -------- \| \| A \| 33°06′N 68°06′E / 33.1, 68.1 \| 12 km \| \| F \| 34°00′N 66°36′E / 34.0, 66.6 \| 22 km \| \| K \| 32°06′N 70°54′E / 32.1, 70.9 \| 6 km \| |          |
| Berosus | Coordenadas | Diámetro |
| A       | 33°06′N 68°06′E / 33.1, 68.1 | 12 km    |
| F       | 34°00′N 66°36′E / 34.0, 66.6 | 22 km    |
| K       | 32°06′N 70°54′E / 32.1, 70.9 | 6 km     |

## Referencias

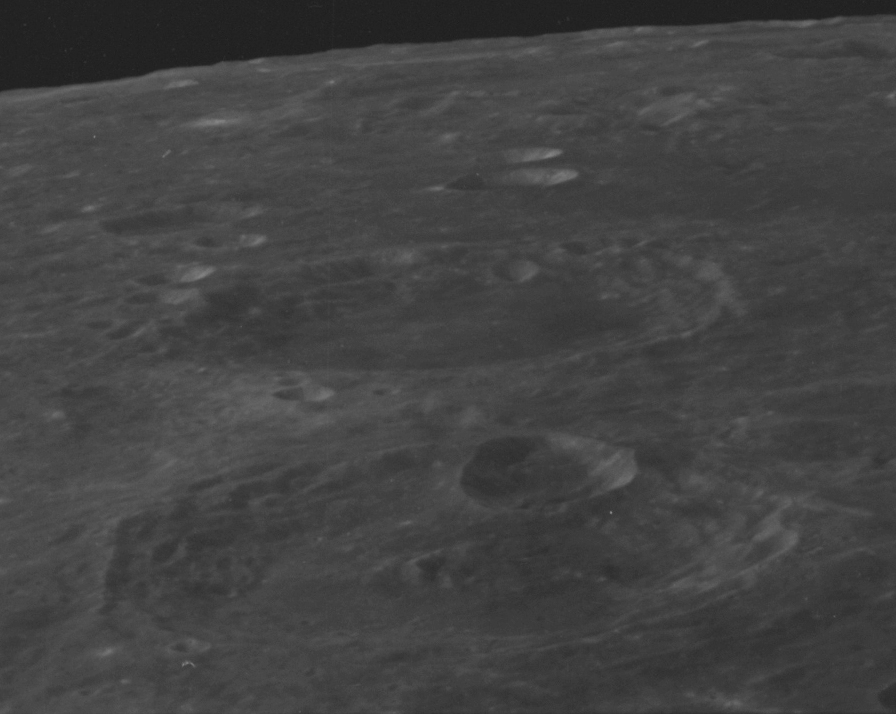
Vista oblicua de Hahn en primer plano y Berosus detrás de él. Fotografía de la misión Apolo 14